# Roman van de Drie Koninkrijken
De Roman van de Drie Koninkrijken (Sanguo yanyi), of Roman van de Geschiedenis van de Drie Koninkrijken (Sanguo zhi yanyi), geschreven door Luo Guanzhong in de 14e eeuw, is een Chinese historische roman gebaseerd op de gebeurtenissen in de roerige jaren aan het einde van de Han-dynastie en tijdens de periode van Drie Koninkrijken, beginnend in 168 en eindigend met de hereniging van het land in 280.
De Roman van de Drie Koninkrijken wordt gezien als een van de vier klassieke romans (sida qishu, 四大奇書) van de Chinese literatuur, met een totaal van 800.000 karakters, 1191 personages en 120 hoofdstukken. De roman is op zichzelf weer inspiratie geworden voor latere historische fictie in de literatuur en later films, televisieseries en videospellen.

## Samenstelling
Luo Guanzhong schreef zijn roman elf eeuwen na de gebeurtenissen. De voornaamste bron die hij hiervoor gebruikte was de Kroniek van de Drie Rijken (Sanguo zhi), opgetekend door Chen Shou (陳壽, 233–297), een voormalig functionaris van het Koninkrijk Shu. Hij had de beschikking over officiële documenten uit de staten Wei en Wu, maar niet uit zijn eigen staat Shu; de geschiedenis van dat rijk schreef Chen Shou op vanuit zijn eigen geheugen. In de Roman van de Drie Koninkrijken is te merken dat Shu en haar stichter Liu Bei het meest positief worden afgeschilderd als de rechtmatige opvolger van de gevallen Han-dynastie, terwijl het koninkrijk Wei, de primaire rivaal van Shu, het meest negatief wordt beoordeeld; er is dus niet geschreven vanuit een neutraal standpunt.
Een groot aantal gebeurtenissen en personages in de Roman van de Drie Koninkrijken is niet gebaseerd op historische feiten, maar uitgevonden door Luo Guanzhong en voorgangers van hem, die de verhalen over deze periode hebben geromantiseerd en daarbij zaken hebben overdreven, toegevoegd of weggelaten naargelang het hen uitkwam. Het resulterende werk wijkt op cruciale plaatsen significant af van wat er uit historische bronnen redelijkerwijs kan worden afgeleid dat er gebeurd is. Zo zijn de gevechten bij de Sishui-pas en Hulao-pas tijdens de campagne tegen Dong Zhuo (190–191), bij Changsha kort na de Slag bij de Rode Muur (208) en bij de Jiameng-pas vlak voor de Veldtocht voor Yi (214) door Luo Guanzhong verzonnen en beweert hij dat Guan Yu degene was die Hua Xiong doodde in de fictieve slag bij de Sishui-pas (gesitueerd in het jaar 190) in plaats van Sun Jian in de slag bij Yangren (191).

## Inhoud

### Wegvallen van het keizerlijk gezag
Het verhaal begint met het verval van de Oostelijke Han-dynastie, bij de dood van Keizer Huan in 168. Sindsdien vinden er veel corruptie en intriges plaats aan het hof, en keizer Ling blijkt niet in staat dit tegen te gaan. Er worden slechte voortekenen gezien, zoals het verschijnen van een draak in het paleis in Luoyang. In 184 breekt ten slotte de Gele Tulbandenopstand uit, die het rijk met moeite weet te onderdrukken.
Keizer Ling overlijdt in 189, waarna de eunuchen een staatsgreep voorbereiden. Deze wordt echter verijdeld door een verbond van krijgsheren onder leiding van He Jin (die het met zijn leven moet bekopen). Hierna grijpt Dong Zhuo de macht en zet Keizer Xian op de troon. Hij wordt een ware tiran en zorgt voor veel ellende in het rijk.
De krijgsheer Cao Cao probeert Dong Zhuo te vermoorden, maar faalt hierin (dit is waarschijnlijk een fictieve gebeurtenis). Hierna roept hij alle gouverneurs en edelen op om tegen de tirannie in opstand te komen. Deze oproep krijgt veel gehoor, en even later wordt het Verbond van Krijgsheren (de Guandong-coalitie) gevormd onder leiding van Yuan Shao. In 191 weet dit verbond de Slag bij Sishui (fictief; niet echt gebeurd) van Dong Zhuo's generaal Hua Xiong te winnen en de usurpator uit de hoofdstad te verdrijven. Maar de keizer wordt ontvoerd naar Chang'an, waar Dong Zhuo zijn bewind voortzet.

### Opkomst van Cao Cao
De overwinnende krijgsheren krijgen al gauw ruzie en keren huiswaarts. Velen van hen beginnen hun eigen zoektocht naar de macht, en vallen hun buren aan om hun eigen macht te vergroten. In 195 weet de keizer te ontsnappen en vraagt de bescherming van Cao Cao. Dit stelt de laatste in staat tot het grijpen van de keizerlijke macht; hij kon zich, omdat de keizer zijn 'gast' was, beroepen op diens autoriteit.

In 200 komen Cao Cao en Yuan Shao in conflict, en begint de Slag bij Guandu. Na jaren strijd overwint Cao Cao zijn rivaal en wordt daarmee de machtigste krijgsheer van China. Maar een heer onder zijn leiding, Liu Bei, heeft de ambitie om de macht van de keizer te herstellen en werkt hem tegen. Uiteindelijk probeert Cao Cao hem gevangen te nemen, maar Liu Bei ontsnapt naar het zuiden, waar Sun Quan bezig is zijn rijk Wu te stichten, om hem om een bondgenootschap te vragen.

### Slag bij de Rode Muur
Sun Quan gaat akkoord met het vredesvoorstel van Zhuge Liang, Liu Bei's geniale strateeg. Cao Cao verzamelt ondertussen echter een enorme vloot en een leger van 83 legioenen om het zuiden te onderwerpen. De bondgenoten raken verdeeld in twee kampen: velen geven zich liever over dan een oorlog te moeten wagen tegen een veel sterkere vijand, terwijl anderen willen vechten voor de vrijheid. 

Uiteindelijk besluit Sun Quan om toch ten strijde te trekken, en door de strategie van Zhuge Liang en Zhou Yu leidt de Slag bij de Rode Muur in 208 tot een overwinning op Cao Cao. Hierna wordt het midden van het land, Jing, veroverd door Liu Bei's troepen, zeer tegen de zin van Sun Quan, die het gebied zelf wilde annexeren. Maar om het bondgenootschap te bewaren (Cao Cao was nog lang niet verslagen), stelt Zhuge Liang voor dat Liu Bei het zolang mocht 'lenen', totdat hij het westen van het land, Yi, zou hebben veroverd.

### Ontstaan van Drie Koninkrijken
Zo ontstaat op den duur een driehoeksconflict; Cao Cao in het noorden sticht zijn (dan nog onofficiële) eigen staat: het koninkrijk Wei. Na het herstel van de nederlaag bij de Rode Muur richt hij zich op het versterken van de zuidgrens (de Jangtsekiang) met het rijk van Sun Quan, en het veroveren van het noordwesten van China.

Sun Quan versterkt eveneens zijn grens aan de Jangtsekiang, en breidt voornamelijk naar het zuidwesten uit. Hij onderhoudt het verbond met Liu Bei.

Liu Bei begint dan in 214 de veldtocht voor Yi, waarna hij het westen van het land weet te onderwerpen. Dit zal hij zeven jaar later omdopen tot het koninkrijk Shu. De driedeling van de voormalige Han-dynastie is dan voltooid.

## Nederlandse vertaling
- Crone, C.C.S., De eed in de perzikgaarde of hoe een sandalenmaker het tot keizer bracht, Utrecht (A.W.Bruna & Zoon's Uitgeversmaatschappij) 1943.
  - Vertaling van Die drei Reiche. Roman aus dem alten China vertaald door Franz Kuhn, Berlijn (Gustav Kiepenhauer Verlag) 1940.